# Домброва-Білостоцька
Домбро́ва-Білостоцька (пол. Dąbrowa Białostocka, раніше Dąbrowa Grodzieńska, біл. Дамброва Бяластоцка) — місто в північно-східній Польщі.
Належить до Сокульського повіту Підляського воєводства.

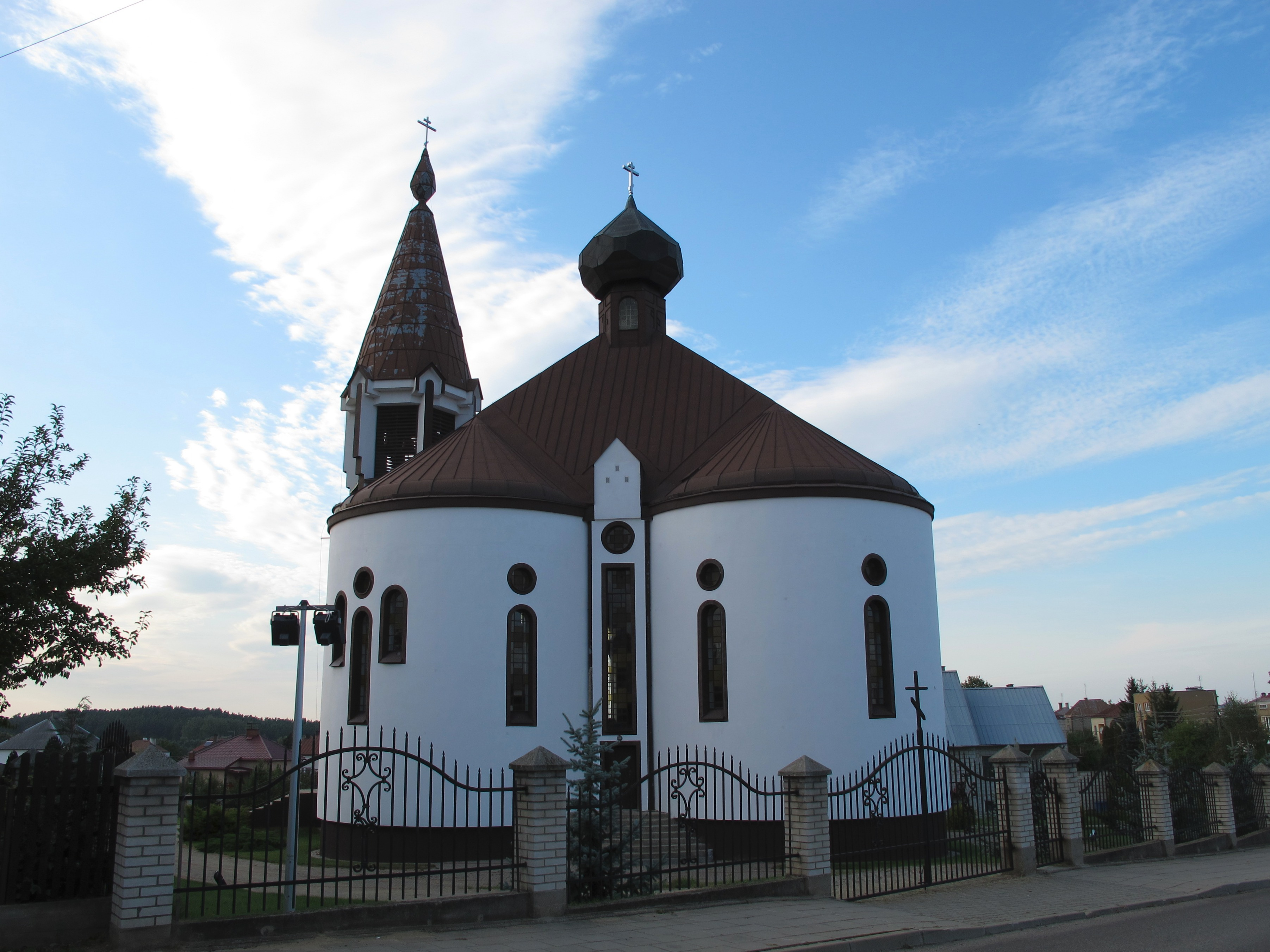
Православна церква

## Демографія
Демографічна структура станом на 31 березня 2011 року:
|          | Загалом | Допрацездатний вік | Працездатний вік | Постпрацездатний вік |
| -------- | ------- | ------------------ | ---------------- | -------------------- |
| Чоловіки | 2943    | 539                | 2089             | 315                  |
| Жінки    | 3161    | 499                | 1880             | 782                  |
| Разом    | 6104    | 1038               | 3969             | 1097                 |